# Kościół poewangelicki w Odolanowie
Kościół poewangelicki – dawna świątynia protestancka znajdująca się w mieście Odolanów, w powiecie ostrowskim, w województwie wielkopolskim.
Jest to świątynia wzniesiona w latach 1775–1780, po II wojnie światowej została poważnie zdewastowana. Kościół został wybudowany na planie regularnego ośmiokąta, jest otynkowany, charakteryzuje się dwiema wieżyczkami mieszczącymi schody. We wnętrzu jest umieszczony dwukondygnacyjny balkon. Obecnie w dawnej świątyni są organizowane imprezy kulturalne, wystawy, wernisaże i pokazy.